# LOVER'S DAY double happiness
『LOVER'S DAY double happiness』（ラヴァーズ・デイ ダブル・ハッピネス）は、氷室京介の1作目のインストゥルメンタル・アルバム。1991年8月23日に東芝EMI／EASTWORLDよりリリースされた。その後、2003年7月21日にリマスタリングされ、コピーコントロールCD・紙ジャケット仕様で再リリースされた。

## 解説
バラードを中心とした氷室京介のソロ名義による楽曲を大村雅朗がプロデュースしたインストゥルメンタル作品集。
選曲は主に1988年の『FLOWERS for ALGERNON』、1989年の『NEO FASCIO』、1991年の『Higher Self』の3作からであるが、BOØWY時代の楽曲「わがままジュリエット」も含まれている。
本作に収録されている「LOVE SONG」は、1992年2月26日発売の氷室京介の7枚目のシングル「Urban Dance」のカップリング曲としてシングルカットされた。
本作の続編として1999年1月27日に『LOVER'S DAY II』がリリースされている。

## 収録曲
| 全作曲: 氷室京介、全編曲: 大村雅朗。 |                           |       |            |      |
| #                                    | タイトル                  | 作詞  | 作曲・編曲 | 時間 |
| 1.                                   | 「LOVER'S DAY」           |       | 氷室京介   | 4:13 |
| 2.                                   | 「VELVET ROSE」           |       | 氷室京介   | 4:41 |
| 3.                                   | 「ALISON」                |       | 氷室京介   | 5:12 |
| 4.                                   | 「LOVE SONG」             |       | 氷室京介   | 2:27 |
| 5.                                   | 「わがままジュリエット」  |       | 氷室京介   | 3:59 |
| 6.                                   | 「CLIMAX」                |       | 氷室京介   | 4:59 |
| 7.                                   | 「STORMY NIGHT」          |       | 氷室京介   | 4:59 |
| 8.                                   | 「DEAR ALGERNON」         |       | 氷室京介   | 4:15 |
| 9.                                   | 「独りファシズム」        |       | 氷室京介   | 4:59 |
| 10.                                  | 「MOON」                  |       | 氷室京介   | 5:42 |
| 11.                                  | 「LOVER'S DAY (REPRISE)」 |       | 氷室京介   | 3:41 |
| 合計時間:                            | 合計時間:                 | 49:07 |            |      |

## 参加ミュージシャン
- Jimmy Johnson - ベース
- David Goldblatt - ピアノ
- Michel Thompson - エレクトリック・ギター
- Grant Geissman - アコースティック・ギター
- Scott Mayo、Dan Higgins - サックス
- Bill Summers - パーカッション
- 大村雅朗・Robert Irving - キーボード
- 松武秀樹、石川鉄男、George Landres、Robert Irving - コンピュータ・プログラミング